# 임모럴 테일즈
임모럴 테일즈(Immoral Tales)는 프랑스에서 제작된 발레리안 보로브츠크 감독의 1973년 드라마, 멜로/로맨스 영화이다. 리세 댄버스 등이 주연으로 출연하였다.

## 출연

### 주연
- 리세 댄버스
- 파브리스 루치니
- 샤롯 알렉산드라

### 조연
- 팔로마 피카소
- 파스칼 크리스토프
- 플로렌스 벨라미